# Tétrodotoxine
La tétrodotoxine (TTX) est une toxine neurotoxique isolée pour la première fois en 1909 et présente chez certaines espèces de poisson, dont le Fugu, mais également chez des bactéries.
Elle a aussi été isolée dans d'autres espèces incluant le triton de Californie, certaines grenouilles (Atelopus varius varius, A. varius ambulatorius, etc.), certains crabes (ex. : l'Atergatis,), chez des étoiles de mer de la famille des Astropecten, chez le poulpe à anneaux bleus et chez des gastéropodes marins (Babylonia japonica,, Charonia sauliae,, Tufufa lissostoma).

## Nature de la toxine
La tétrodotoxine est une neurotoxine puissante produite par plusieurs genres différents de bactéries, par exemple certaines bactéries des genres : Vibrio, Pseudomonas, Bacillus et Alteromonas, par exemple,.
La biosynthèse de la TTX était encore largement inconnue en 2019.
Chez les poissons Tetraodon (poisson globe ou Fugu), la tétrodotoxine se concentre dans le foie, les viscères, la peau et les gonades. Les poissons femelles sont considérés plus toxiques que les mâles puisqu'elles ont des concentrations élevées de toxines au niveau des ovaires. Comme c'est le cas pour la saxitoxine, les tétrodotoxines inhibent l'activité des canaux sodiques durant la phase ascendante du potentiel d'action. Ces toxines modulent l'allostérie des pores transmembranaires en se liant à des sites spécifiques des récepteurs orphelins. Le groupe des tétrodotoxines se compose de sept dérivés provenant d'une variété de souches bactériennes marines et terrestres. Sous sa forme cristalline elle peut avoir des propriétés du sucre de canne (goût, couleurs, etc.).

## Mode d'action

Canaux bloqués par la TTX.

La tétrodotoxine bloque de manière très sélective le pore des canaux sodium voltage-dépendants, empêchant ainsi le passage de l'influx nerveux,,. Ce blocage sous un certain niveau est réversible. La DL50 serait de 2 mg pour un être humain de 50 kg. Les poissons y sont insensibles car leur canal est différent de celui des hommes. Pour bloquer un influx nerveux la tétrodotoxine serait 2 500 fois plus puissante que la procaïne.

## Symptômes de l'intoxication
Au Japon, les données du Bureau de la protection sociale et de la santé publique de Tokyo recensent entre 20 et 44 incidents par an dus à la consommation de fugu, dans tout le pays, entre 1996 et 2006, causant entre 34 et 64 hospitalisations et 0 à 6 morts par an, pour un taux de mortalité de 6,8 %. Des 23 incidents recensés à Tokyo entre 1993 et 2006, un seul impliquait un restaurant, tous les autres concernaient des pêcheurs consommant leurs propres prises. Entre 2006 et 2009, 119 incidents furent recensés au Japon, impliquant 183 personnes dont 7 décès.
En cas d’intoxication, le taux de létalité est supérieur à 50 %,. Une vingtaine de grammes de chair de fugu peuvent provoquer la mort. Les signes cliniques apparaissent assez rapidement (dix minutes à quatre heures après ingestion). Ce délai varie en fonction de l’individu et de la dose de tétrodotoxine ingérée. La tétrodotoxine étant hydrosoluble, elle passe facilement la barrière gastrique et est absorbée dans l’estomac. Le pronostic est d’autant plus sévère que le délai d’apparition des premiers symptômes est court.
Le tableau clinique du tétrodotoxisme se présente ainsi :
- atteinte du système nerveux avec paresthésies orales et périorales, nausées souvent accompagnées de vomissements, parfois avec diarrhées et douleurs abdominales ;
- vertiges, pâleur, sensation de malaise, puis ataxie et engourdissement général avec la sensation de flotter. Fourmillements et picotements des extrémités précédant la paralysie des membres inférieurs et des extrémités ;
- modifications de la sensibilité profonde, la gorge et le larynx sont touchés très tôt ce qui provoque une dysphagie voire une aphagie complète, ainsi qu’une dysphonie ;
- dilatation des pupilles (mydriase) ;
- dans le cas d’intoxication aiguë, bradycardie et hypotension, hypersalivation, hypothermie, hypersudation, asthénie ;
- cyanose des extrémités et des lèvres, hémorragies pétéchiales sur le corps.

Ces symptômes surviennent en moyenne huit heures après ingestion. Par la suite, une paralysie spastique apparaît.
Le décès est souvent dû à une paralysie respiratoire, l’état de conscience n’étant en général pas affecté.
On peut distinguer quatre stades dans l’intoxication :
1. Paresthésies buccales suivies dans certains cas de nausées et vomissements ;
2. Paralysie motrice des doigts et des membres (les réflexes ostéotendineux restent présents) ;
3. Perte des mouvements musculaires volontaires, cyanose, hypotension, dysphagie et dysphonie. Détresse respiratoire ;
4. La mort survient par arrêt respiratoire. Les battements cardiaques persistent mais sont de courte durée. Arrêt cardiaque par collapsus.

## Rites vaudou haïtiens
La tétrodotoxine n'est pas toujours fatale ; à des doses quasi létales, la victime peut sembler morte alors qu'elle reste consciente. Cela a amené l'ethnobotaniste Wade Davis à penser qu'elle était utilisée pour un rite vaudou haïtien, des personnes condamnées par la communauté étaient paralysées avec une mixture à base de tétrodotoxine qui les mettait dans un état proche de la mort puis plus tard leurs fonctions physiologiques étaient ramenées à la normale grâce à des décoctions de plantes contenant de l'atropine comme le datura par exemple, après quoi, divers psychotropes leur étaient administrés afin d'annihiler toute volonté, transformant les victimes en « zombies » qui étaient mis en esclavage. L'hypothèse fut réfutée par la communauté scientifique à la fin des années 1980, les symptômes présentés par les victimes d'empoisonnement ne correspondant pas à la description des zombies du vaudou.

## Culture populaire

### Cinéma
- Dans la série Common Side Effects (épisode 7, saison 1), le personnage de Marshall Cuso simule sa mort en ingérant une dose volontairement risquée, dans le but de s'évader de prison.

- Dans l'épisode 22 de la saison 4 de Bones, le défunt a été tué avec de la tétrodotoxine[28].
- Dans le film L'Emprise des ténèbres, un anthropologue est envoyé à Haïti pour récupérer une poudre étrange qui aurait le pouvoir de ressusciter les morts.
- Dans le film Que justice soit faite (Law Abiding Citizen), Clyde Shelton utilise ce puissant poison pour neutraliser le bourreau de sa famille, Clarence Darby.
- Dans le film Ghost in the Shell, le docteur Ouelet doit tuer le major Mira Killian avec ce poison.
- Dans la série Astrid et Raphaëlle (2019, épisode 7/8, saison 1 : La nuit du mort-vivant), cette toxine est utilisée dans un sushi.
- Dans le film The Goya Murders de Gerardo Bergeron, sorti en 2019, les meurtres sont effectués par ce poison
- La tétrodotoxine est utilisée dans la série d'animation pour adultes Archer.
- Dans l'épisode 2 de la saison 7 de Columbo intitulé Un Meurtre à la carte, l'assassin empoisonne sa victime à l'aide d'extrait de fugu.
- Dans la série Grimm cette toxine est utilisée pour simuler la mort de Monroe et est citée plusieurs fois
- Dans la série MacGyver (épisode 6, saison 7 : Mort vivant (The walking dead), cette toxine est employée par un prêtre vaudou pour paralyser ses victimes.
- Dans la série Balthazar (épisode 6, saison 1), cette toxine permet à un couple de pervers de simuler la mort de leurs futures victimes. C'est lorsque Eddy évoque un zombie que Balthazar fait le lien avec le prétendu rite vaudou et l'usage de la tétrodotoxine à cet effet.
- Dans le film L'Agence tous risques, il est fait référence à l'usage de la tétrodotoxine (pour sortir de prison).
- Dans la série Les Simpson (épisode 11, saison 2), appelé Un poisson nommé Fugu, Homer mange dans un restaurant japonais du Fugu, et apprend qu'il lui reste 24 h à vivre.
- Dans la série Les rivières pourpres (épisode 5/6, saison 2 : Kenbaltyu), cette toxine est également mentionnée.
- Dans la série Les Experts : Manhattan (épisode 4, saison 1 : Poisson mortel), un empoisonnement au fugu est mentionné.
- Dans le thriller américain Sushi Girl, sorti en 2012, il est fait référence à un empoisonnement au fugu.
- Dans le film Captain America : Le Soldat de l'hiver, sorti en 2014, sa forme "B" (découverte par Bruce Banner) est utilisée par Nick Fury afin de simuler sa mort (ralentit les battements du cœur à 1bpm).
- Dans la série Kleo sortie en 2022, et diffusée sur Netflix, l'héroïne nommée Kleo est empoisonnée à la tétrodotoxine.

### Littérature
- Dans "1991", roman de Franck Thilliez, les victimes étaient empoisonnées à la tétrodoxine.
- Citée par George C. Chesbro dans son roman Dream of a Falling Eagle paru en 2002 puis en français en 2005 Le rêve d'un aigle foudroyé p. 140.
- Dans son ouvrage Maléfices, paru en 2004, Maxime Chattam fait référence à l'usage de la tétrodotoxine.
- Citée par Bernard Werber dans son roman Le Sixième Sommeil, paru le 30 septembre 2015. Un mélange de cette toxine avec de la mandragore et de belladone est utilisé pour explorer le sixième sommeil.